# Sterling Knight
Sterling Sandmann Knight (Hilton Head Island, Dél-Karolina, 1989. március 5. –) amerikai színész, énekes. 
Legismertebb szerepe Alex O’Donnell a Megint 17 című filmből és Chad Dylan Cooper a Sonny, a sztárjelölt című sorozatból.

## Fiatalkora
1989. március 5-én született a dél-karolinai Hilton Head Islandon. Két testvére van, Samantha Scarlett és Spencer Shuga.

## Pályafutása
Első vendégszereplései a Hannah Montana és A főnök című sorozatok 2007-es epizódjaiban voltak. 2008-ban kapta meg Chad Dylan Cooper szerepét a Disney Channel Sonny, a sztárjelölt című szituációs komédiájában, melyben 2011-ig játszott. 2008-ban A Grace klinika egyik epizódjában is feltűnt.
2010-ben a Randiztam egy sztárral, majd a Modern Hamupipőke történet című filmekben játszott. 2012-ben megkapta saját sorozatát So Random! címmel, ebben egy éven keresztül volt látható. 2012-ben egy bűnügyi akciófilm, a Tranzit egyik szereplője volt. 2013–2015 között a Melissa & Joey című szituációs komédia visszatérő szereplőjeként tűnt fel a televízió képernyőjén.

## Filmográfia

### Film
| Év   | Magyar cím                 | Eredeti cím                              | Szerep                             | Magyar hang   |
| ---- | -------------------------- | ---------------------------------------- | ---------------------------------- | ------------- |
| 2005 |                            | Calm (rövidfilm)                         | gördeszkás fiú                     |               |
| 2009 | Ütős csapat                | Balls Out: Gary the Tennis Coach         | ellenfél csapatának teniszjátékosa |               |
| 2009 | Megint 17                  | 17 Again                                 | Alex O'Donnell                     | Baráth István |
| 2010 |                            | Privileged                               | Soph                               |               |
| 2010 | Modern Hamupipőke történet | Elle: A Modern Cinderella Tale           | Ty Parker                          |               |
| 2010 |                            | I Owe My Life to Corbin Bleu (rövidfilm) | menő srác                          |               |
| 2011 | Muppets                    | The Muppets                              | önmaga                             |               |
| 2012 | Tranzit                    | Transit                                  | Shane                              | Czető Ádám    |
| 2015 |                            | Landmine Goes Click                      | Chris                              |               |
| 2016 |                            | Career Day (rövidfilm)                   | Ben Taylor                         |               |
| 2016 |                            | Danny Boy (rövidfilm)                    | Danny                              |               |
| 2017 |                            | Different Flowers                        | Charlie                            |               |
| 2017 | Az őslakó: Holocén         | The Man from Earth: Holocene             | Philip                             |               |
| 2022 |                            | It Snows All The Time                    | Art                                |               |

### Televízió
| Év        | Magyar cím                             | Eredeti cím                       | Szerep               | Megjegyzések                                           |
| --------- | -------------------------------------- | --------------------------------- | -------------------- | ------------------------------------------------------ |
| 2007      | Hannah Montana                         | Hannah Montana                    | Lucas                | - 1 epizód - magyar hangja:[forrás?] - Hamvas Dániel   |
| 2007      | A főnök                                | The Closer                        | Grady Reed           | 2 epizód                                               |
| 2008      | A Grace klinika                        | Grey's Anatomy                    | Kip                  | 2 epizód                                               |
| 2009–2011 | Sonny, a sztárjelölt                   | Sonny with a Chance               | Chad Dylan Cooper    | - főszereplő - magyar hangja:[forrás?] - Renácz Zoltán |
| 2010      | Randiztam egy sztárral                 | Starstruck                        | Christopher Wilde    | - tévéfilm - magyar hangja: - Szabó Máté               |
| 2011–2012 |                                        | So Random!                        | Chad Dylan Cooper    | főszereplő                                             |
| 2013      | Randy Cunningham: Kilencedikes nindzsa | Randy Cunningham: 9th Grade Ninja | Buttermaker (hangja) | 2 epizód                                               |
| 2013–2015 | Melissa & Joey                         | Melissa & Joey                    | Zander Carlson       | mellékszereplő (31 epizód)                             |
| 2014      |                                        | The Hotwives of Orlando           | Billy                | 4 epizód                                               |
| 2015      | Egymás nyakán                          | Crowded                           | Nate                 | 2 epizód                                               |
| 2017      |                                        | In the Rough                      | Cameron Fullbright   | 7 epizód                                               |